# Flaggen der Regionen Äthiopiens
Diese Liste zeigt die Flaggen der zehn Regionen und zwei unabhängigen Städte Äthiopiens.

## Liste
| Lage | Region                                                   | Flagge | SV     | Anmerkungen |
| ---- | -------------------------------------------------------- | ------ | ------ | --- |
|      | Addis Abeba                                              |        | 2:3    | |
|      | Afar                                                     |        | 2:3    | Die Flagge Afars führt in der Mitte ein Pentagramm über zwei gekreuzten Säbel. 2012 wurde die alte Flagge gegen die heutige ausgetauscht. |
|      | Amhara                                                   |        | 2:3    | Amharas Flagge hat die gleichen Farben wie die Flagge der Nachbarregion Tigray.                                                           |
|      | Benishangul-Gumuz                                        |        | 1:2    | Diese Flagge greift die Farben der Flagge Äthiopiens auf.                                                                                 |
|      | Dire Dawa                                                |        | 2:3    | |
|      | Gambela                                                  |        | 3:5    | |
|      | Harar                                                    |        | 2:3    | |
|      | Oromiyaa                                                 |        | 1:2    | |
|      | Sidama                                                   |        | 2:3    | |
|      | Somali                                                   |        | 2:3    | 2008 wurde die alte Flagge gegen die nächste ausgetauscht. 2018 wurde die Flagge gegen die heutige ausgetauscht.                          |
|      | Region der südlichen Nationen, Nationalitäten und Völker |        | 2:3    | |
|      | Tigray                                                   |        | ≈11:18 | |